# Остапенко, Андрей Маркиянович
Андрей Маркиянович Остапенко (7 сентября 1915 — 16 июня 1980, Львов) — украинский советский партийный и комсомольский деятель, первый секретарь Нестеровского районного комитета КП Украины.

## Биография
Трудовую деятельность начал в 1935 году учителем в Луганской области.
Член ВКП(б) с 1942 года.
Во время Великой Отечественной войны в 1942—1944 годах находился на руководящей комсомольской работе в Ворошиловградской области УССР, в аппарате ЦК ВЛКСМ и ЦК ЛКСМ Украины. По заданию ЦК ВЛКСМ работал в городе Грозном (Чечено-Ингушская АССР), участвовал в мобилизации комсомольцев и молодежи на борьбу против немецких войск.
С декабря 1944 по 1946 год — на руководящей комсомольской работе во Львовской области: 2-й, 1-й секретарь Львовского областного комитета ЛКСМУ.
С 1946 работал в аппарате Львовского областного комитета КП(б)У.
С 1950-х годов — 1-й секретарь Лопатинского районного комитета КПУ Львовской области, 1-й секретарь Ивано-Франковского районного комитета КПУ Львовской области.
До 1962 года — 1-й секретарь Стрыйского городского комитета КПУ Львовской области.
В 1962 — январе 1963 года — секретарь партийного комитета Стрыйского производственного колхозно-совхозного управления Львовской области.
11 января 1963 — 14 декабря 1964 — секретарь Львовского сельского областного комитета КПУ — председатель сельского областного комитета партийно-государственного контроля. Одновременно, 12 января 1963 — 17 декабря 1964 — заместитель председателя исполнительного комитета Львовского сельского областного Совета депутатов трудящихся.
В январе 1965 — ноябре 1975 года — 1-й секретарь Нестеровского районного комитета КПУ Львовской области.
С 1975 года — персональный пенсионер союзного значения в городе Львове.
Умер после тяжелой болезни. Похоронен на поле № 4 Лычаковского кладбища Львова.

## Награды
- два ордена Ленина
- два ордена «Знак Почёта» (26.02.1958,)
- медаль «За оборону Кавказа»
- медали